# Sibinal
Sibinal – niewielka miejscowość na południowym zachodzie Gwatemali, w departamencie San Marcos. Według danych szacunkowych z 2012 roku liczba mieszkańców wynosiła 1 955 osób. 
Sibinal leży około 64 km na północny zachód od stolicy departamentu – miasta San Marcos, u podnóża wulkanu Tacaná (około 5 km), wznoszącego się na wysokość 4093 m n.p.m. na granicy pomiędzy Gwatemalą a meksykańskim stanem Chiapas. Miejscowość leży na wysokości 2468 metrów nad poziomem morza, w górach Sierra Madre de Chiapas. 

## Gmina Sibinal
Miasto jest także siedzibą władz gminy o tej samej nazwie, która jest jedną z dwudziestu dziewięciu gmin w departamencie. W 2012 roku gmina liczyła 16 285 mieszkańców. Gmina jak na warunki Gwatemali jest średniej wielkości, a jej powierzchnia obejmuje 176 km². Ludność gminy jest bardzo spójna etnicznie, dominują Indianie posługujący się majańskim językiem mam. Mieszkańcy gminy utrzymują się głównie z rolnictwa i turystyki. W rolnictwie dominuje uprawa kukurydzy, pszenicy oraz ziemniaków.